# Chileomma ruiles
Chileomma ruiles là một loài nhện trong họ Gnaphosidae.
Loài này thuộc chi Chileomma. Chileomma ruiles được miêu tả năm 2005 bởi Norman I. Platnick, Mohammad U. Shadab & Sorkin.